# Wend von Kalnein
Karl Wend Graf von Kalnein (* 24. Mai 1914 in Ludwigslust, Mecklenburg; † 22. November 2007 in Seekirchen am Wallersee) war ein deutscher Kunsthistoriker und Schriftsteller.

## Leben und Wirken
Karl Wend Graf von Kalnein wurde 1914 in Ludwigslust geboren, als Sohn von Graf Karl Erhard von Kalnein (1873–1914), königlich preußischen Rittmeisters, der im selben Jahr im Ersten Weltkrieg in Belgien als Kommandeur der Leibeskadron im 1. Großherzoglich Mecklenburgischen Dragoner-Regiment Nr. 17 im Gefecht bei Halen gefallen ist. Die Mutter war in Kulmbach geboren und hatte Graf Erhard von Kalnein 1910 in Dresden geheiratet: Erna, geb. Reichel (1889–1955), aus einer Brauereibesitzerfamilie, Tochter des Kommerzienrats und Generalkonsuls sowie Rittergutsbesitzers Karl Reichel in Dresden und der Elisabeth, geb. Feller. Die Mutter war ab 1919 in zweiter Ehe verheiratete Gräfin (Gotthard) von der Recke von Volmerstein in Wald im Pinzgau, Österreich. Er wuchs in Österreich auf und besuchte von 1929 bis 1932 (Abitur) das Maximiliansgymnasium in München. Von Kalnein studierte, nach einigen juristischen Semestern, von 1935 bis 1939 in Bonn Kunstgeschichte, Klassische Archäologie und Romanistik. Seit 1934 war er Mitglied des Corps Borussia Bonn.
Im Zweiten Weltkrieg war Graf von Kalnein Offizier in der Wehrmacht in den Einsatzgebieten Frankreich (beim Kunstschutz), Südrussland/Ukraine und Donauraum. Von Kalnein war dort Verbindungsoffizier zur Rumänischen Armee. Nach der bedingungslosen Kapitulation der Wehrmacht wurde er in Böhmen von Tschechen an die Rote Armee ausgeliefert. Die folgende Kriegsgefangenschaft verbrachte er in Sowjet-Georgien im Kaukasus, wo er – dank seiner Russisch-Kenntnisse – vorwiegend in der Verwaltung eingesetzt war. Die Gefangenen bauten dort unter unsäglichen Bedingungen zusammen mit sowjetischen Zwangsarbeitern das Stahlwerk in Rustawi auf. Kalnein musste 1949 auch bei den Ermittlungen gegen deutsche Gefangene wegen „Kriegsverbrechen“ dolmetschen, die von Misshandlungen und Erpressungen begleitet waren. Er erfuhr Antifa-Umerziehung und kam unter Spionage-Verdacht ins Gefängnis, weil er Georgisch lernte. Kalnein schrieb seine Lager-Erlebnisse im Kaukasus unmittelbar nach seiner Entlassung nach Österreich 1950 auf und trug diese erstmals 1951 in Paris vor. Sie waren Grundlage für sein „Georgisches Tagebuch“, das 2002 noch durch den Autor selber veröffentlicht wurde.
1953 wurde Graf von Kalnein zum Dr. phil. promoviert. Ihm wurde dann die Leitung der Markgräflichen Badischen Sammlungen in Salem übertragen. Ab 1957 war er Direktor des Zähringer-Museums in Baden-Baden, danach Kustos an den Staatlichen Kunstsammlungen Kassel. Von 1964 bis zum Ruhestand 1979 hatte Graf von Kalnein die Position des Direktors des Kunstmuseums Düsseldorf. 1979 erhielt er noch eine Honorarprofessur für Kunstgeschichte an der Universität Salzburg.
Kalnein lebte in seinen letzten Lebensjahrzehnten in Seekirchen in Österreich. Er heiratete 1959 Livia Freiin von Thielmann (* 1936 im schlesischen Oppeln), Tochter des preußischen Landrats Adolf von Thielmann und der Livia, geb. Jay. Aus der Ehe gingen die drei Kinder Heinrich von Kalnein (1960), Albrecht von Kalnein (1962) und Alexandra von Kalnein (1964) hervor. Wend von Kalnein starb 2007 in Seekirchen, wo sich auch seine letzte Ruhestätte befindet.

## Publikationen
Buchveröffentlichungen
- Salem. Münster – Schloß – Schule. Aufnahmen von Toni Schneiders und Siegfried Lauterwasser. Text von Wend Graf Kalnein. Jan Thorbecke Verlag, Lindau/Konstanz 1958.
- Das kurfürstliche Schloß Clemensruhe in Poppelsdorf – ein Beitrag zu den deutsch-französischen Beziehungen im 18. Jahrhundert. Schwann, Düsseldorf 1956.
- The Art and Architecture of the Eighteenth Century in France. Penguin Books, 1973.
- Schloss und Münster Salem. Deutscher Kunstverlag, München/Berlin 1976.
- Kunstmuseum Düsseldorf (Hrsg.): Fünf Publikationen (Malerei, Kunst des 20. Jahrhunderts, Zeichnungen und Grafik, Plastik und Kunstgewerbe, Glas). Düsseldorf, 1976/1977.
- Schloss Anif: ein Denkmal bayerischer Romantik in Salzburg. Pustet, Salzburg 1988.
- Architecture in France in the Eighteenth Century. (Zusammen mit David Britt.) The Yale University Press, Pelican History of Art. Penguin Books, 1995.
- Georgisches Tagebuch. Fünf Jahre kriegsgefangen im Kaukasus. fibre, Osnabrück 2003.

Kataloge zu Kunstausstellungen (Auswahl)
- Das Weingefäß im Wandel der Jahrtausende. Ausstellungskatalog, Württembergischer Kunstverein und Kunstmuseum Düsseldorf, Düsseldorf 1966.
- Zero Raum. Kunstmuseum Düsseldorf, Düsseldorf 1973.
- The Hudson and the Rhine. Die amerikanische Malerkolonie in Düsseldorf im 19. Jahrhundert. Kunstmuseum Düsseldorf, Düsseldorf 1976.
- Leerdam unica: 50 Jahre modernes niederländisches Glas. Ausstellungen in Kunstmuseen Düsseldorf und Rotterdam 1977. Düsseldorf/Rotterdam 1977.
- Die Düsseldorfer Malerschule (Hrsg.): Ausstellungen Kunstmuseum Düsseldorf und Mathildenhöhe Darmstadt, 1979. Kunstmuseum Düsseldorf, Düsseldorf 1979.

Weitere Ausstellungskataloge zu: Arnold Böcklin (1827–1901). Kindermalhaus, Arbeit mit Kindern im Kunstmuseum Düsseldorf. Düsseldorf und der Norden.